# The Hunt for Gollum
The Hunt for Gollum (deutsch: Die Jagd nach Gollum) ist ein Fantasy-Film aus dem Jahr 2009, der sich auf das Buch Der Herr der Ringe von J. R. R. Tolkien bezieht. Er erzählt eine Zwischenepisode, welche in Die Gefährten und den Anhängen beschrieben wird, und fällt unter die Rubrik No-Budget-Film.
Der Film nimmt optisch sehr stark Bezug auf Peter Jacksons Der-Herr-der-Ringe-Filmtrilogie. The Hunt for Gollum wird ausschließlich über das Internet vertrieben, wo der Film kostenlos anzusehen ist.

## Handlung
Wie auch Peter Jacksons Trilogie ist The Hunt for Gollum in der fiktiven Welt Tolkiens, Mittelerde, angesiedelt.
Der Film ist zeitlich während des Buches Der Herr der Ringe – Die Gefährten verortet. Er spielt zwischen Bilbo Beutlins 111. Geburtstag und dem Aufbruch seines Neffen Frodo Beutlin aus dem Auenland.
Der Film setzt mit einer Wirtshausszene ein, in der der Zauberer Gandalf und der Waldläufer Streicher (eigentlich Aragorn, der heimliche Erbe des Throns von Gondor) aufeinandertreffen. Gandalf unterrichtet Aragorn darüber, dass Sauron, der Herr von Mordor, erneut an die Macht gekommen ist, und nach dem Einen Ring sucht, einem mächtigen magischen Relikt, das er einst verloren hat, und der sich nun im Besitz des Hobbits Bilbo Beutlin befindet. Gandalf fürchtet eine Herrschaft des Bösen, sollte der Ring Sauron in die Hände fallen. Zwar wissen nur wenige Personen, wo sich der Ring befindet, doch es besteht die Gefahr, dass Gollum, eine eigenbrötlerische, niederträchtige Kreatur, der Bilbo einst den Ring wegnahm (Gollum betrachtet ihn als Dieb, was er aber nicht ist, siehe Der Hobbit), in die Hände Saurons fallen könnte und Bilbos Namen und das Auenland als den Ort verraten könnte, an dem der Eine Ring zu finden ist.
Um zu verhindern, dass Sauron Gollums Wissen über den Ring erpresst, bittet Gandalf Aragorn, Gollum ausfindig zu machen und ihn über dessen Wissen bezüglich Bilbo und des Rings zu befragen.
Aragorn begibt sich auf die Suche nach Gollum im Umkreis des Düsterwalds und erfährt, dass auch eine Horde Orks nach der Kreatur sucht. Es gelingt ihm schließlich, Gollum ausfindig zu machen und ihn gefangen zu nehmen.
Sie geraten jedoch in einen Hinterhalt von Orks, gegen die sich Aragorn nur mit Mühe verteidigen kann. Schließlich kommt es zu einer Begegnung mit einem Ringgeist, vor dem Aragorn und Gollum nur durch das unerwartete Erscheinen einer Gruppe von Elben gerettet werden.
Schließlich trifft Aragorn wieder auf Gandalf, der sich angesichts Gollums Wissens äußerst besorgt zeigt und beschließt, den Ring so bald wie möglich aus dem Auenland fortzubringen.

## Produktion
Das Projekt begann Anfang 2007, als Regisseur Chris Bouchard das Konzept entwickelte. Die ersten Dreharbeiten begannen schließlich im September 2007.
Das Budget für The Hunt for Gollum betrug weniger als £ 3.000. Der Dreh fand in North Wales, Hampstead Heath und Epping Forest statt. An den Dreharbeiten waren 160 Freiwillige ehrenamtlich als Statisten beteiligt.
Chris Bouchard beabsichtigte von Anfang an, den Film stilistisch an die Trilogie Peter Jacksons anzulehnen: „Peter Jacksons Stil war für uns sehr inspirierend; es war ein Abenteuer für uns, in der Welt zu spielen, die er geschaffen hatte.“ Dementsprechend ist das Aussehen der Rollen stark an die Jackson-Filme angelehnt. Der schwierigste Aspekt des Films war, Bouchard zufolge, die Rolle des Gollum:

„Ich wollte keinen Rückzieher machen, wenn ich gleichzeitig wusste, dass Gollums Erscheinung einen wichtigen Teil des Films ausmachen würde. Wir haben wirklich so gut wie jeden Kniff im Buch verwendet, um Gollum auf der Leinwand erscheinen zu lassen, ohne dass wir die Möglichkeiten von Weta Digital zur Verfügung hatten.“

Zum Beispiel transportiert Aragorn den gefangenen Gollum in einem Sack, wodurch keine aufwendige Detailanimation Gollums nötig war.
Die Aufnahmen des Films wurden im HD-Format getätigt. Die nachträgliche Bearbeitung der Tonaufnahmen und des Soundtracks fanden in den Futureworks Studios in Manchester statt.

## Veröffentlichung und Rezeption
The Hunt for Gollum war als Fanprojekt von Beginn an nichtkommerziell angelegt. Im Vorfeld wurden zunächst Trailer veröffentlicht, die sowohl auf der Homepage des Projekts, als auch auf YouTube zu finden waren. Am 3. Mai 2009 schließlich feierte der fertige Film auf dem Sci-Fi-London Filmfestival Premiere.
Anschließend wurde The Hunt for Gollum auf der Plattform Dailymotion online gestellt. Während die Trailer zuvor schon überwiegend positive Kritik von den Zuschauern erhalten hatten, wurde auch das fertige Projekt sehr wohlwollend beurteilt.
Laura Sydell zeigte sich auf National Public Radio beeindruckt von der Qualität der Fanproduktion: „The Hunt for Gollum sieht exakt so aus wie die Hollywood-Version. Ich bin darauf reingefallen, als ich es das erste Mal gesehen habe […]. Die Spezialeffekte im Trailer sind tadellos.“ Simon Vozick-Levinson von Entertainment Weekly sprach davon, dass die Verantwortlichen „augenscheinlich eine würdige Low-Budget-Version von Peter Jacksons ‚Bester-Film-aller-Zeiten-Visuals‘ geschaffen“ hätten.
Im deutschsprachigen Raum veröffentlichte das Fantasyfilm-Magazin Nautilus – Abenteuer & Phantastik in der Ausgabe 66, 09/2009, im Rahmen einer Werkschau zu Mittelerde Independent-Filmen ein mehrseitiges Making-Of und ein Interview mit Regisseur Chris Bouchard. Ansonsten gab es nur vereinzelt Reaktionen, die sich vornehmlich auf private Blogs beschränkten. Zudem empfahl beispielsweise Dave Dempsey auf dem österreichischen Rundfunksender FM4 den Film.

## Rechtliche Aspekte
Die Produzenten von Hunt for Gollum bewegen sich mit ihrem Film in einer rechtlichen Grauzone. Im Trailer des Films stellen die Verantwortlichen klar, dass es sich bei dem Film um ein Fanprojekt handelt, und sie auf jegliche Einkünfte verzichten. Dennoch ist die rechtliche Situation zwischen Chris Bouchard auf der einen sowie des Middle-earth Enterprises und New Line Cinema als Rechteinhaber auf der anderen Seite unklar. Fred von Lohmann, Vorsitzender der Electronic Frontier Foundation, gab zu bedenken, dass die hohe Qualität der Produktion sowie ihre weltweite Verbreitung über das Internet durchaus zu rechtlichen Auseinandersetzungen führen könnten. Bouchard erklärte jedoch auf BBC News:

„Wir sind mit Tolkien Enterprises in Verbindung getreten und haben eine Vereinbarung getroffen, dass wir nicht gegen ihre Bestimmungen verstoßen, solange wir nonkommerziell agieren. Wir müssen darauf achten, ihr geistiges Eigentum nicht zu verletzen. Sie unterstützen die Fans bei deren Versuchen, ihre Begeisterung zum Ausdruck zu bringen.“

## Trivia
Am 11. Mai 2024 kündigte der britische Schauspieler und Regisseur Andy Serkis an, dass er unter Beteiligung von Peter Jackson, Fran Walsh und Philippa Boyens an einem Film mit dem Namen The Hunt for Gollum arbeite, der 2026 erscheinen soll. Serkis wird dabei eigenen Angaben zufolge sowohl Regie führen, als auch die Hauptrolle des Gollum übernehmen, die er bereits in den Der-Herr-der-Ringe-Verfilmungen von Peter Jackson verkörperte.
Kurz nach der Bekanntgabe ließ Warner Bros. The Hunt for Gollum auf dem Videoportal Youtube sperren, was zu einer Empörungswelle auf verschiedenen Social-Media-Plattformen führte. Aufgrund des entstandenen öffentlichen Drucks ruderte das Unternehmen zurück und zog die Sperre zurück.

## Filmmusik
Die Filmmusik wurde von Chris Bouchard, Adam Langston und Andrew Skrabutenas komponiert. Sie ist nicht im Handel erhältlich, man kann sie jedoch kostenlos herunterladen.
Der Soundtrack enthält folgende Titel:
1. „Prologue“ (Langston)
2. „Hunt for Gollum Theme“ (Bouchard)
3. „First Steps“ (Langston)
4. „The Vision“ (Skrabutenas)
5. „Ancient Bloodline“ (Bouchard)
6. „Crossing the Mountains“ (Langston)
7. „The Road is Long“ (Skrabutenas)
8. „Arithir the Ranger“ (Bouchard)
9. „Finding Gollum“ (Skrabutenas)
10. „Aragorn and Gollum“ (Skrabutenas)
11. „Orcs Approaching“ (Skrabutenas)
12. „Athelas and the Evenstar“ (Langston)
13. „The Nazgul of Dol Guldur“ (Langston)
14. „The Elves of Mirkwood“ (Skrabutenas)
15. „Frodo Must Be Protected“ (Skrabutenas)
16. „Aragorn's Quest (Trailer 1)“ (Bouchard)